# Mikaela Ruef
Mikaela Ruef, née le 15 janvier 1990 à Dayton (Ohio), est une joueuse américaine de basket-ball.

## Biographie
Sortie du lycée de Beavercreek dans l'Ohio, elle est formée au Cardinal de Stanford de 2009 à 2014, sa saison 2011-2012 étant écourtée par une blessure au pied.
Réputée pour son intelligence de jeu, elle est déterminante pour Stanford dans sa ville sur North Carolina et une qualification pour le Final Four 2014, elle est néanmoins choisie en 31e position de la draft WNBA 2014 par le Storm de Seattle.
Elle fait ses débuts professionnels avec Sydney Uni Flames en Australie. Durant l'intersaison, elle joue avec les Launceston Tornadoes dans la South East Australian Basketball League, puis retrouve la WNBL avec cette fois l'Adelaide Lightning. En mai 2016, elle signe avec un troisième club australien, les Canberra Capitals,.
Durant la saison 2016-2017, ses moyennes avec Canberra Capitals sont de 12,4 points et 11 rebonds en 24 matchs, une des deux seules joueuses de WNBL avec un double-double de moyenne, elle signe pour la saison 2017-2018 avec Toulouse en Ligue 2. Pièce maîtresse de Toulouse (17,6 points et 12,1 rebonds), elle se blesse en fin saison aux ligaments croisés du genou.
Elle reprend la compétition en deuxième division australienne à Logan, où elle tournait à 20,1 points et 19,6 rebonds. Après la blessure de Jordan Moore en janvier 2020, elle est engagée comme pigiste médicale en LFB par Charnay. Durant l'été, elle s'engage pour deux ans avec Canberra.